# Стейдн Стейнарр
Стейдн Стейнарр (исл. Steinn Steinarr, при рождении Адальстейдн Кристмюндссон, Aðalsteinn Kristmundsson; 13 октября 1908, Вестфирдир — 25 мая 1958, Рейкьявик) — один из самых влиятельных исландских поэтов XX века и ведущий поэт-модернист Исландии.

## Биография
Стейдн Стейнарр родился в Лёйгаланде на Вестфирдир 13 октября 1908 года. Его родителями были Этельридюр Паульсдоуттир (Etelríður Pálsdóttir) из Снайфьядластрандир и Кристмюндюр Гвюдмюндссон (Kristmundur Guðmundsson) из Сёйрбайра в Даласисле, у которых помимо Стейдна было ещё четверо детей. При рождении Стейдна окрестили Адальстейдном, а в детстве его обычно звали Алли.
Его родители, работавшие батраками у богатых землевладельцев, были настолько бедны, что в 1910 году местная сельская община приняла решение разделить семью. Трёх старших детей отправили на усыновление, а остальную семью отослали на работу на ферму в Даласисле, на родину Кристмюндюра, отца Стейдна. Родители батрачили на чужой ферме, а Стейдн постоянно сидел сам дома, в сырой крытой торфом полуземлянке. Три года спустя пожилая гувернантка Кристин Тоумасдоуттир (Kristín Tómasdóttir) случайно увидев мальчика, потрясенная столь убогим его существованием, забрала его от родителей и усыновила. Таким образом Стейдн стал жить в Миклагардюр у Кристин, которую в дальнейшем называл своей матерью.
Неподалёку от Миклагардюра жил известный исландский поэт Стефаун из Хвитадалюра (Stefán frá Hvítadal, урождённый Стефаун Сигюрдссон), который часто наведывался в гости к соседям, и юному Стейдну было интересно общаться с таким человеком. Впоследствии, в интервью опубликованном в Nýja Helgafell в 1958 году, Стейдн рассказал, что когда он в последний раз встречался со Стефауном из Хвитадалюра незадолго до его смерти в марте 1933 года, то Стефаун, прочитав три опубликованных недавно стихотворения Стейдна в журнале, сказал:

Я всегда знал, что в тебе что-то есть, что бы, чёрт возьми, люди ни говорили. Но ведь этих проклятых дураков было множество!
Оригинальный текст (исланд.)Ég vissi það alltaf, að það býr eitthvað í þér, hvað sem helvítis karlarnir segja. En mikill bölvaður bjáni gastu verið að hafa þau svona mörg!

В местной приходской школе, куда приёмная мать отправила Стейдна, учителем работал исландский поэт Йоуханнес-ур-Кётлюм (Jóhannes úr Kötlum — Йоуханнес из Катлар; урождённый Йоуханнес Бьядни Йоунассон). Позже Стейдн рассказывает об их знакомстве:

Когда я был ребёнком, он пытался меня воспитывать. Воспитание шло не очень хорошо и нам обоим это было тяжело.
Я совсем не был склонен к поэзии, но однажды, когда я готовился к конфирмации, Йоуханнес приказал мне сочинить стихотворение (я думаю, как наказание за какую-то случайную драку). Тогда я сел и написал своё первое стихотворение. Оно называлось «Осуждённые» и было о развлечениях в аду. Йоуханнес впоследствии никогда не упоминал об этом стихотворении.
Оригинальный текст (исланд.)Þegar ég var barn að aldri, var hann til þess fenginn að troða inn í mig einhvers konar undirstöðuatriðum menntunarinnar. Þetta gekk ekki mjög vel og varð okkur báðum til sárra leiðinda.
Ég hafði enga náttúru til kveðskapar, en einu sinni þegar ég var innan við fermingu skipaði Jóhannes mér að yrkja kvæði (ég held helzt í hegningarskyni fyrir einhver ótímabær slagsmál). Þá settist ég niður og orti mitt fyrsta ljóð. Það hét „Hinir fordæmdu“ og fjallaði um skemmtanalífið í Helvíti. Aldrei hefur Jóhannes minnzt á það kvæði, hvorki fyrr né síðar.

Под руководством Йоуханнеса однажды Стейдн написал эссе об осени, которое начиналось фразой:

Осень заставила побледнеть царство Природы, луга стали бледно-розовыми, как обличье умирающего…
Оригинальный текст (исланд.)Haustið var búið að setja sinn föla svip í Náttúrunnar ríki, túnin orðin fölbleik eins og ásjóna deyjandi manns…

Но увлечение поэзией было непозволительной роскошью для бедного деревенского мальчика, который хоть и любил размышлять и читать, но был постоянно принуждаем к физическому труду на ферме, который он искренне ненавидел. Поэтому как только Стейдну подвернулась возможность, он уехал на юг Исландии весной 1926 года, полный решимости добиться успеха и никогда более не возвращаться к рабскому труду на ферме. Несмотря на отвращение к физическому труду, чтобы выжить, ему всё же пришлось постоянно тяжело трудиться. Какое-то время он был рабочим в общине Хельгафедльсвейт, затем работал 2-3 года разнорабочим и моряком в Гриндавике. Какое-то время он был ночным сторожем на маяке Рейкьянесвити, а в 1930 году приехал в Рейкьявик, и работал на фермах и стройках в пригородах столицы — в Хабнарфьордюре, Мосфедльсбайере и Корпюстадир. Затем он устроился рабочим на строительство электростанции в Эдлидааурдалюр, но подхватил полиомиелит, после которого у него парализовало левую руку и частично левую сторону тела. Прознав о беде земляка, к нему на помощь пришёл Стефаун из Хвитадалюра, который ссудил его деньгами и отвёл к своему другу Эрлендюру, который владел Унюхус (Unuhús, дословно — «Дом Уны», дом был назван в честь Уны Гисладоуттир, матери Эрлендюра, которая жила там с 1855 по 1924 год), известный в начале XX века как место притяжения (а, зачастую, и место проживания) исландских авангардных художников и мыслителей. Гостями и постояльцами были, например, поэт Стефаун-фра-Хвитадаль, писатели Халльдоур Лакснесс и Тоурбергюр Тоурдарсон, художники Нина Трюггвадоуттир и Луиза Маттиасдоуттир. Именно там новое поколение исландских писателей, поэтов и художников левого толка встречались и обсуждали судьбы своей нации и мира.
Вместе с некоторыми из своих друзей из Унюхус Стейдн в 1930 году вступил в только что созданную Коммунистическую партию Исландии и включился в рабочую борьбу. Летом 1933 года он с группой товарищей срубил флагшток у дома немецкого консула в Сиглюфьордюре, затем снял, растоптал и порезал нацистский флаг. Консул подал жалобу и дело дошло до Верховного суда Исландии, который приговорил Стейдна к двум, а его товарищей к трём месяцам тюремного заключения. Партийные товарищи восприняли его поступок неоднозначно и, вместо поддержки, в ходе партийной чистки исключили его из Компартии, чего он им никогда простил.
В 1934 году вышла первая книга Стейдна «Красное пламя горело» (Rauður loginn brann), получившая восторженный приём у рабочего класса Исландии и острую критику от буржуазии. Когда три года спустя вышла его вторая книга «Стихи» (Ljóð), его бывшие товарищи из Компартии сразу отметили, что «в его стихах красное пламя революции уступило место белому дыму неуверенности в себе». Вскоре после этого Стейдн встретил привлекательную молодую девушку из буржуазной семьи, Аустильдюр Бьёднсдоуттир (Ásthildur Björnsdóttir), которая была большой поклонницей его стихов. Однако как только они начали встречаться, семья вынудила её прекратить эти нежелательные отношения.
В 1939 году Стейдн познакомился с молодыми художницами Ниной Трюггвадоуттир и Луизой Маттиасдоуттир. Позируя для их работ, Стейдн завёл отношения с Луизой, связь с которой стала постепенно менять его жизнь и характер творчества. Многие из стихов Стейдна стали вдохновлены растущей любовью и преклонением перед ней. В 1940 году, когда началась оккупация Исландии союзниками, вышла третья книга стихов Стейдна «Следы на песке» (Fótspor í sandi), которая была хорошо принята исландским обществом и Стейдн впервые заработал на своих стихах. После того, как в декабре 1942 году вышла четвёртая, самая успешная, книга стихов Стейдна «Путешествие без пункта назначения» (Ferð án fyrirheits), Луиза уехала в Нью-Йорк, чтобы продолжить учёбу.
В 1943 году вышла книга сатирических стихов Стейдна о Гитлере и нацистах «Оловянные солдатики» (Tindátarnir), великолепно иллюстрированная Ниной Трюггвадоуттир. В 1948 году Стейдн женился на своей бывшей девушке Аустильдюр Бьёднсдоуттир и в этом же году опубликовал свою самую известную книгу «Время и вода» (Tíminn og vatnið), обеспечившую ему в то время репутацию самого известного поэта Исландии.
Стейдн Стейнарр умер 25 мая 1958 года в возрасте 49 лет, а его жена Аустильдюр, пережила его ровно на 40 лет, умерев 18 июля 1998 года в 81 год.

## Творчество
Стейдн Стейнарр является первым крупным исландским поэтом-модернистом, но, в то же время, он также хорошо владел и традиционной исландской поэтикой. Стихи Стейдна на удивление хорошо пережили свою эпоху и сегодня во многих отношениях более актуальны, чем тогда, когда были написаны. Одна из причин этого в том, что любимая тема Стейдна — борьба вечного одиночки против укоренившейся тирании коррумпированной власти, сейчас звучит так же актуально, как и в 1930—1940-х годах. Другая причина может заключаться в том, что произведения Стейдна являются продуктом одной из великих литературных традиций мира — поэзии средневековых исландских скальдов, славящейся своим сложным и загадочным стилем, хотя Стейдн в своём творчестве отошёл от исландских поэтических традиций строгого размера и аллитерации.
Всего при жизни Стейдна было опубликовано шесть книг его стихов:
- «Красное пламя горело» (Rauður loginn brann; 1934)
- «Стихи» (Ljóð; 1937)
- «Следы на песке» (Fótspor í sandi; 1940)
- «Путешествие без пункта назначения» (Ferð án fyrirheits; 1942)
- «Оловянные солдатики» (Tindátarnir; 1943)
- «Время и вода» (Tíminn og vatnið; 1948)

В 2000 году вышла книга стихов для детей под названием «Хадла» (Halla), которая стала седьмой и последней опубликованной книгой Стейдна Стейнарра. Книга о маленькой деревенской девушке Хадле, иллюстрированная известной исландской художницей Луизой Маттиасдоуттир (Louisa Matthíasdóttir; 1917—2000), написана Стейдном в 1940 году, когда они с Луизой жили вместе в Рейкьявике. Впоследствии книга была потеряна и нашлась среди бумаг Луизы только после её смерти в 2000 году в Нью-Йорке.
В 1967 году исландская звукозаписывающая студия SG-hljómplötur выпустила пластинку, на которой Стейдн Стейнарр читает своё стихотворение «Время и вода» (Tíminn og vatnið), которое считается критиками знаковым произведением в исландской поэзии.